# 太岳军区
太岳军区，由太岳纵队构成，为中国共产党领导的八路军129师386旅组建。

## 抗日战争期间
1937年冬季开始创建太岳和晋豫两块根据地。以曲（沃）高（平）公路为界，北称太岳区，南称晋豫区。
1937年9月在河南焦作成立中共直鲁豫边省工委。主要负责人是：工委书记张萃中，组织部长聂真，宣传部长王卓如，青妇部长薛迅。1937年11月，经中共北方局代表朱瑞决定，由王卓如接替张萃中担任省工委书记。中共直鲁豫边省工委辖豫北特委，特委书记聂真（兼），组织部长王新波，宣传部长程明升。
1937年11月，中共北方局派安子文到沁县建立中共太岳工委，对外称“八路军联络处”。当时阎锡山委任的三专署专员薄一波，秘书主任刘季荪；五专署专员戎伍胜（戎子和），秘书主任杨献珍；六专署专员张文昂，秘书主任张衡宇。三专署驻沁县，五专署驻长治，六专署驻临汾。六专署河东办事处：日军打通同蒲路后，1938年3月，六专署在汾西县暖泉头村设立河东办事处，不久迁驻赵城县苑川村。同年7月又移驻赵城县石门峪，辖灵石、霍县、洪洞、赵城、临汾等县。主要负责人是：主任裴丽生，政务科长杨振亚，民政科长张明道，建设科长王志舜，武装科长张志强。1938年10月，根据中共北方局和中共晋冀豫区党委的决定，中共太岳工委改为太岳特委。主要负责人是：特委书记安子文，副书记王一新，秘书长石平（宋洁涵），组织部长傅贯一，宣传部长魏晓云，军事部长钟洲，民运部长王旭（王新三）。1939年2月，根据中共六届六中全会决定，特委一律改称地委。中共太岳特委改为太岳地委。主要负责人是：地委书记安子文，副书记王一新，组织部长傅贯一，宣传部长魏晓云，民运部长王旭（王新三），秘书长郝可铭。
1937年9月，根据中共山西省工委的决定建立中共河东工委。主要负责人是：工委书记阎子祥，组织部长李绍伯（李友社），宣传部长李哲人。1938年1月，根据中共北方局的决定，河东工委改为中共河东特委。主要负责人是：特委书记阎子祥，组织部长温建平，宣传部长李绍伯（李友社），特委委员关中亭、薛涛。
1938年1月，根据中共北方局的决定成立中共曲沃特委。主要负责人是：特委书记李哲人，组织部长李撷伯，宣传部长武光。
1938年2月底，中共直鲁豫边省工委在阳城县横河镇召开扩大会议，朱瑞代表中共北方局决定撤销直鲁豫边省工委、曲沃特委、河东特委、豫北特委，成立中共晋豫特委。主要负责人是：特委书记聂真，组织部长薛迅，宣传部长李哲人，军事部长敖纪民（高锦明），特委委员贾寄尘（嘉康杰）、温建平、方升普、阎子祥。唐天际以中共晋冀豫省委代表身份参加特委。中共晋豫地委 ：1939年2月，根据中共六届六中全会的决定，中共晋豫特委改称晋豫地委。十二月事变后，中共晋豫地委改为中共晋豫区党委。
十二月事变后，太岳区退回到临（汾）屯（留）公路以北，岳南和晋豫区的党组织处于地下状态。1940年1月，根据中共北方局的决定，以太岳地委为基础，成立中共太岳区党委。主要负责人是：区党委书记安子文，组织部长王一新，宣传部长顾大川，武装部长毕占云，青委书记张刚，青委副书记史怀璧，农委书记邹桐，妇委副书记杨啸宇。十二月事变后，六专署河东办事处移驻沁源。为了统一领导，以六专署河东办事处与牺盟上党中心区路西办事处的干部为基础，在沁源孔家坡成立三专署路西办事处，领导太岳各县的政权工作，仍以裴丽生为办事处主任。十二月事变后，晋豫边抗日根据地遭到蒋阎军队的严重摧残，中共晋豫区党委迁驻太南区平顺县境内。1940年春，晋豫区党委与太南区党委合并为晋豫太南区党委，属中共北方局领导。主要负责人是：区党委书记聂真，组织部长王孝慈，宣传部长张晔（后李哲人）。
1940年，太岳军区成立，其由386旅兼任该军区，旅长兼司令员为陈赓，政委王新亭，参谋长周希汉，政治部主任苏精诚。下辖3个军分区，由杨之、张淇涵、王清川分任军分区司令员。
1941年1月，386旅与决死1纵队兼太岳军区。1941年2月，在沁源县赵寨重建三专署，亦称太岳专署。属冀南、太行、太岳行政联合办事处领导。主要负责人是：专员薄一波，副专员裴丽生，秘书长时逸之，副秘书长刘季荪，民政科长张天乙，财政科长李向甫，教育科长杨振亚，武装科长张烈，司法科长刘元章，粮食科长侯文泉，建设科长王志舜。1941年5月，太岳专署在岳北设立了三个办事处。同年9月太岳行署成立，将三个办事处按照晋冀鲁豫边区政府的统一序列改称七、八、九专署。
- 一地委（七专署、一军分区）；管辖沁县、长子、屯留、襄南、漳西5县。地委书记任志远（后高扬文），专员史怀璧，司令员刘绍棠（后苏鲁）。
- 二地委（八专署、二军分区）：管辖洪洞、赵城、临汾、安泽、岳阳5县。地委书记史健，专员杨少桥（后纪锦章），司令员张汉丞（后李明如）。
- 三地委（九专署、三军分区）：管辖绵上、平遥、介休、灵石、霍县、漳源6县。地委书记王旭（王新三），专员杨振亚，司令员王清川。另有沁源为直属县。县委书记刘开基，副书记候振亚，县长张学纯，游击大队长朱秀芝。

1941年中条山战役后，7月初晋豫太南区党委将所辖太行南端，白晋路以东，平汉路以西地区党的工作移交中共晋冀豫区党委。并将中共晋豫太南区党委改为晋豫区党委。主要负责人是：区党委书记兼组织部长聂真，宣传部长李哲人。同年7月，晋豫区党委机关迁到太岳区沁源县阎寨村，旋即组成太岳支队，以周希汉为司令员，聂真为政委，越过临屯公路赴岳南开辟工作。在阳城县横河镇成立了晋豫区行政联合办事处。主要负责人是：主任郭清文，副主任刘裕民、刘北斗，秘书主任王唐文，行政处长席松涛，财政处长刘孝民，司法处长段松林，教育处长区鉴三。1942年初，太岳支队又在王新亭和聂真的率领下分两路重返晋豫区。太岳部队南下开辟岳南区，设立了四地委（二十三专署、四军分区）。管辖冀氏、浮山、翼城、沁水、端氏（后改称士敏县）、高平等六县（长子开辟后就划归七专署管辖）。地委书记韩柏（焦善民），专员时逸之，司令员马英（马佩勋）。其后曾一度将岳南沁河以东之士敏、高平等县析出，另设五地委（二十四专署、五军分区）。
1941年8月组成太岳纵队，司令员为陈赓，政治委员薄一波，副司令员谢富治，参谋长毕占云，政治部主任王新亭。辖三八六旅、决一旅（决死一纵队改编）和二一二旅。三八六旅旅长陈赓（兼），政委王新亭，副旅长王近山；决一旅旅李聚奎，政委周仲英；二一二旅旅长孙定国，政委马英（马佩勋）。此后，太岳军区即由太岳纵队兼任。1941年9月，晋冀鲁豫边区政府成立。为了打破敌人的封锁，决定撤销太岳专署，成立太岳行署。主要负责人是：行署主任牛佩琮，副主任裴丽生，秘书处长周义中，民政处长张天乙，财政处长裴丽生（兼），教育处长崔斗辰，建设处长程谷梁。
1942年6月实行精兵简政后，根据一二九师的规定，太岳军区辖两个旅、四个军分区、七个团。其中三八六旅辖七七二团、十六团；决一旅辖二十五团、三十八团；五十九团为第一军分区基干团，原四十二团缩编为第二军分区基干营，五十四团（二一二旅缩编）为第四军分区基干团，洪赵支队为第三军分区基干团。1942年7月成立太岳区武委总会筹委会。以张明为主任，张刚为副主任。不久正式成立武委总会，以王新亭为主任（兼）。
1942年冬季，根据北方局的决定太岳、晋豫两区合并为太岳区。属新成立的中共太行分局领导。主要负责人是：区党委书记薄一波，副书记聂真，组织部长薛迅，副部长郭钦安，宣传部长顾大川，副部长赵守攻，武装部长王新亭（后曹普），秘书长王利宾。工委书记王连生，青委书记栗西木，妇委副书记干玉梅。政权系统的领导机构称太岳行署。主要负责人是：行署主任牛佩琮，副主任裴丽生，民政处长周义中，财政处长纪锦章，教育处长崔斗辰，公安处长宋烈。太岳军区的主要负责人是：司令员陈赓，政委薄一波，参谋长毕占云，政治部主任王新亭。供给部长余缦云，卫生部长彭之久。1943年春重新划分了各地委军分区的属县：
- 第一军分区：包括沁源、绵上、沁县、屯留、襄漳、平遥、介休、灵石、霍县、安泽、赵城十一县。司令员李聚奎，地委书记兼政委顾大川 地委副书记刘植岩 专员周义中 副专员高芸生 副司令员李成芳
- 第二军分区：包括长子、高平、士敏、晋城四县。司令员王近山（后刘忠），地委书记兼政委薛迅 专员魏健 副司令员周希汉
- 第三军分区：包括冀氏、浮山、临汾、洪洞、青城、襄曲六县。司令员孙定国（后刘金轩），地委书记兼政委刘聚奎（后刘尚之） 地委副书记王旭（王新三） 专员时逸之 副司令员刘金轩 参谋长高体乾
- 第四军分区：包括阳城、翼城、沁南、垣曲、绛县、王屋、济源、孟县、沁阳九县。司令员唐天际（后陈康），地委书记兼政委李哲人 副书记王毅之 专员郭清文 副专员刘裕民
- 第五军分区/五地委，前身为晋豫区条西地委，只能地下秘密活动。1943年10月成立五分区，司令员康俊仁。1944年8月，建立五专署。包括夏县、闻喜、康杰、安邑、平陆、稷麓、稷山、新绛八县。1945年春时，主要负责人：地委书记柴泽民 副书记席荆山 专员金长庚 副专员张呼晨 司令员孙定国 副司令员王墉 政治部主任王观潮

1943年秋，薄一波回延安参加党的“七大”和整风后，由聂真代理区党委书记，组织部副部长郭钦安和宣传部副部长赵守攻分别主持部务。同年10月，太岳区党委改属中共北方局领导。1944年4月，王鹤峰由延安归来，担任区党委副书记兼组织部长，宣传部长则由聂真兼任。1943年精兵简政后，太岳行署的主要负责人是：行署主任牛佩琮，副主任裴丽生，秘书处长邢宇衡，民教处长时逸之，财政处长纪锦章，公安局长宋烈。1945年初成立经济局，以赵守攻为局长，程谷梁为副局长。
1944年6月至1945年5月，太岳军区集中兵力，先后发动了两次豫北战役，横扫了王屋、济源境内的日伪据点，歼灭日伪军7000余名，解放了济源、沁阳、孟县三座县城，收复区域万余平方公里，解放人口90余万，有力地扩大了太岳抗日根据地，为进军中原打开了通道。
1944年10月，太岳军区组建了豫西抗日游击第二支队，南渡黄河，挺进豫西，参加开辟豫西解放区的斗争。支队长兼政委为刘聚奎。辖十八团和五十九团。

### 晋豫区
1938年2月底，长治、晋城、阳城、汾阳等地相继沦陷，朱瑞带着第十八集团军驻第一战区长官司令部联络处和华北军政干部学校(“华干”)一百多人由焦作向阳城转移。1938年3月3日在晋豫交界处的阳城县下寺坪村电请北方局和毛泽东，请求“胡、杨并告洛、毛：（一）、27、28两日，晋城、阳城相继失守，我随阳城县政府日夜辗转迁移，故联络中断。……（二）、我决以此为中心开展晋豫边工作。组织晋豫边军政委员会，由我负责，豫北特委、晋城中心县委书记、县长李敏之（即柴泽民）及唐天际参加，执行秘密领导。（三）、我决以此为中心开展晋豫边工作。”毛泽东于3月6日复电：“3日电悉，部署甚妥……。”“晋豫边甚重要，望有计划的部署沁水、翼城、曲沃、垣曲、济源、博爱、晋城地区的游击战争，配合主力在西北两面之行动。” 1938年3月底，朱瑞代表中共北方局在阳城县横河镇下寺坪村召开联席扩大会议，决定撤销直鲁豫边省工委、曲沃特委、河东特委、豫北特委，成立“中共晋豫特委”。聂真任书记，薛迅任组织部长，李哲人任宣传部长，敖纪民任军事部长，贾寄尘、温建平、阎子祥、唐天际等为特委委员。下属阳城、晋城、沁水、翼城、曲沃、绛县、夏县、平陆、芮城、虞乡、垣曲、运城、安邑、闻喜、济源、沁阳、孟县等17个县。以第十八集团军驻第一战区长官司令部联络处为基础，以“华干”部分干部为骨干，以少数红军干部为核心，组建了八路军豫晋边游击队司令部，唐天际任司令员，李敏之兼任副司令员，方升普任参谋长（后为副司令员），敖纪民为政治部主任（后为政委兼政治部主任），谌志寿为秘书处长。 截至1938年6月，先后建立了夏县中心县委、翼城中心县委、沁阳中心县委、晋城中心县委和阳城、垣曲两个直属县委。其中，晋城中心县委辖晋城、沁水二县，县委书记赖若愚。翼城中心县委辖翼城、曲沃、绛县三县，县委书记吴云甫。夏县中心县委辖夏县、闻喜、平陆、垣曲、安邑、解县七县（永济、虞乡、临晋也建立了关系）。县委书记温建平。沁阳中心县委辖济源、沁阳、孟县三个县委，县委书记王新波，副书记王毅之。阳城县为直属县委，县委书记胡晓琴。 
1939年1月，“中共晋豫特委”改称“晋豫地委”。十二月事变后，为避免摩擦升级，维护抗日统一战线大局，根据朱德总司令与卫立煌谈判协议，八路军晋豫边抗日游击支队主动撤出晋豫边，编入一二九师新编第一旅。晋豫特委也率领地方党员、干部数千人转移到太行山南平顺县境内。1940年1月晋豫地委改为中共晋豫区党委，聂真任书记。不久，晋豫区党委和太南区党委合并为中共太南区党委（后改为中共晋豫区党委），迁驻太南区平顺县境内，属中共晋冀豫区委领导。晋豫边区党的工作采取精干隐蔽、长期埋伏、以待时机的方针，转入秘密工作时期。合并后的晋豫区党委积极恢复与所属各地方组织的联络。晋豫太南区党委，下辖七个地委。其中，一地委所辖各县为根据地。其余各地委的党组织完全转入地下，地委和县委的领导成员均以社会职业（如经商、教书等）为掩护，开展党的工作。
- 太南地委（一地委）辖平北、平南、壶关、林北、长治（东部）、潞城等县。地委书记王孝慈，副书记史向生。专员王兴让，司令员石志本。
- 二地委辖林南、安阳、汤阴、汲县、辉县等县。地委书记刘乐山，副书记刘刚（刘祖璋）。
- 三地委辖修武、博爱、武陟、陵川等县。地委书记米光华。
- 四地委(济源地委)辖阳南、沁阳、济源、孟县等县。及沁温孟工委、王屋工委。书记王毅之，组织委员席松涛，宣传委员刘峰，下辖济源、孟县、沁阳等县委和温县县工委以及阳南等地党组织。
- 五地委（中条地委）辖曲沃、翼城、垣曲、绛县、闻喜、夏县、永济、平陆、芮城等县。地委书记李哲人（后席荆山）。1941年4月，中条地委撤销，成立条东、条西地委。条东地委书记杨维屏；条西地委书记柴泽民。
- 六地委辖夏县、平陆、闻喜、芮城四县。
- 七地委辖晋城、高平、沁水、阳北等县。地委书记王一飞。

1941年5月中条山战役战败，豫北、晋南形成真空地带，八路军抽调太岳区十七团、十八团和决死一纵队五十七团组成南进支队，在司令员王新亭、政委聂真率领下，重新开辟晋豫边地区。在半年的时间内，开辟了南北50公里、东西150公里，拥有20万人口的广大地区，把岳南、岳北和中条山区连接起来，为尔后太岳根据地的扩大奠定了基础。1942年2月20日，晋豫区党委机关、南进支队直属队到达阳城横河镇。1942年4月初，晋豫区党委在邵原镇张洼村成立了豫晋边区人民抗日联防区，刘忠任司令员，聂真任政委，下辖十七团、十八团、五十七团及三个军分区。1942年4月15日，在阳城横河镇成立了豫晋边区人民抗日联合办事处（简称“豫晋联办”），主要负责人是：司令员刘忠，政委聂真。联防区设三个军分区，分别由十七团、十八团、五十七团兼任军分区。
- 第一军分区：辖沁阳、济源、孟县、晋沁四县。一地委书记兼一军分区政委王毅之。地委副书记席国光 专员席松涛 司令员闵学胜 政委金世柏
- 第二军分区：辖翼城、垣曲、绛县、曲沃四县。地委书记杨蔚屏 专员刘北斗 司令员黎锡福 政委曹普
- 第三军分区：辖沁（水）南、阳（城）南、阳（城）北、王屋四县。地委书记李超 专员刘裕民 司令员陈康  政委高德西
- 第四地委（即条西地委）：辖夏县、闻喜、平陆、芮城等县。秘密活动，部队也不能公开打出八路军的旗号。地委书记柴泽民

1942年10月，精兵简政，晋豫区并入太岳区。1943年4月，两区合并工作完成，太岳区党委书记薄一波，副书记聂真。晋豫联防区并入太岳军区。

## 国共二次内战期间
1945年8月20日，晋冀鲁豫军区成立，太岳军区为该军区4个二级军区之一。聂真担任了太岳区党委书记。太岳行署的主要负责人是：行署主任牛佩琮，副主任裴丽生，秘书处长卫逢祺，民政处长时逸之，财政处长纪锦章，文教处长崔斗辰，司法处副处长刘来，公安局长宋烈。副局长张德含。1945年10月，根据晋冀鲁豫军区的决定，由太岳军区的大部分主力部队组建为野战部队四纵队。主要负责人是：司令员陈赓，政委王鹤峰（后谢富治），副司令员谢富治（后韩钧），副政委杨奇清，参谋长毕占云，政治部主任杨奇清，供给部长赵炳润。四纵队下辖十旅、十一旅、十三旅。军区司令员为王新亭，政委王鹤峰，副司令员孙定国，副政委裴孟飞，参谋长邓仕俊，政治部主任桂绍彬，副参谋长余缦云，供给部长冯丕成。军区的直属部队为二十四旅。下辖第十八至二十一军分区：
- 第十八军分区（后改称一军分区）：辖沁源、安泽、屯留、沁县、平遥、介休、灵石霍县、赵城、长子共10县。地委书记刘植岩，副书记刘开基，专员郭述尧，副专员郭思敬（后严亦峻），司令员苏鲁（后刘聚奎），政委刘植岩，参谋长张希英。
- 第十九军分区(后改称二军分区）:辖冀氏、洪洞、浮山、绛县、临汾、襄曲、翼城、曲沃、沁南共9县。地委书记刘尚志，副书记吴云甫，专员史怀璧，司令员张祖谅（后李成芳），副司令员景仙州，政委刘尚志，参谋长王清川。
- 第二十军分区(后改称三军分区）辖安邑、夏县、平陆、闻喜、稷山、稷麓、新绛共7县。地委书记柴泽民（后刘植岩），副书记李志民，专员金长庚，副专员张呼晨（后姜时彦），司令员王墉，副司令员李明如，政委柴泽民，参谋长樊执中，政治部主任王观潮。辖：
  - 第56团
  - 第57团
  - 第58团 团长北沙 政委肖平
- 第二十一军分区(后改称四军分区）:辖晋城、高平、士敏、垣曲、济源、王屋、孟县、阳城共8县。地委书记薛迅（后卫恒、王毅之），副书记王毅之（后马纪民），专员郭清文（后刘裕民），司令员郭庆祥，政委薛迅，参谋长权纯/常仲连。政治部主任蒋寿鹏
  - 王屋县独立营与济源县独立营合编为第四军分区独立二团。
- 独立旅旅长刘金轩，政委李耀。

1945年11月，中央军委为加强东北军事力量，实现控制东北，保卫华北、华中的战略计划，命令四纵队之十旅、十三旅以及由地方部队组建的一个新旅，由陈赓率领待命开赴东北。同时，以十一旅为主组建八纵队，以谢富治为司令员，王鹤峰为政委，率部在太岳区坚持斗争。12月，中央军委又电示四纵队仍留在太岳区，不调东北，于是十一旅仍归入四纵队。
1946年春太岳区党委改属中共晋冀鲁豫中央局领导，并在人事方面作了新的调整。主要负责人是：区党委书记王鹤峰，副书记裴孟飞，组织部长郭钦安，宣传部长李哲人，社会部长裴孟飞（兼），副部长阎定础，民运部长顾大川，经济部长裴丽生，武装部长曹普，秘书长卫恒。司令员王新亭，政委王鹤峰，副司令员孙定国，参谋长邓仕俊，副参谋长余缦云，政治部主任桂绍彬，供给部长冯丕成。军区下辖五个军分区和二十四旅。1947年八纵队成立后，太岳军区的主要负责人是：司令员刘忠，政委王鹤峰。第八纵队主要负责人是：司令员兼政委王新亭，副政委周仲英，参谋长张祖谅，政治部主任桂绍彬。下辖二十二旅、二十三旅、二十四旅。
1947年9月中旬，太岳区党委宣传部长李哲人到位于黄河南岸的河南省新安县石井镇窨头村召开会议，宣布成立太岳五地委、五专署、五分区，归太岳区党委、太岳军区领导。下辖洛阳、孟津、偃师、新安、宜阳、洛宁、渑池、陕县八个县。刘道安任太岳五地委书记，邵文杰任宣传部长兼组织部长，张超任组织科长；贺崇升任太岳区五署专员，张云生任副专员；郭庆祥任太岳五分区司令员，刘兆先任副司令员，政委刘道安兼，副政委丁荣昌，参谋长张振华，政治部主任李俊生。从太岳调来第50团、第51团、第52团归属分区指挥。第50团团长肖胜禄、政委许东山，参谋长张振华。地委先后迁至石井镇山窝村、宜阳县赵保镇三王庄、洛宁、渑池等地。1948年，太岳五地委、五专署、五分区政治部驻新安县正村乡古村。1948年5月改为豫西一地委、一专属、一分区。1949年2月改为洛阳地委、专属、军分区。1949年冬迁至洛阳。
太岳部队先后解放了永虞、永乐、临晋、猗氏、万泉、荣河、绛南等七县，又有一些县经过合并和撤销。到此时太岳区管辖的县已达48个，处于极盛时期。全区划分为五个专区：一专区辖沁源、沁县、安泽、屯留、长子、平遥、介休、灵石、霍县、赵城10县。二专区辖临汾、洪洞、浮山、绛县、襄陵、曲沃、翼城、沁水8县。三专区辖安邑、夏县、闻喜、平陆、稷山、新绛、永虞、永乐、临晋、猗氏、万泉、荣河、绛南、解县、芮城15县。四专区辖阳城、晋城、高平、垣曲、济源、王屋、孟县7县。五专区辖新安、洛宁、洛北、宜北、陕县、孟津、渑池、偃师8县。
1948年5月中共华北局成立后，太岳区党委改属华北局领导，主要负责人为：区党委书记王鹤峰，副书记顾大川，组织部长郭钦安，宣传部长卫恒，社会部长程谷梁，副部长阎定础，秘书长王炯。太岳行署的主要负责人是：行署主任牛佩琮，副主任裴丽生，秘书处长卫逢祺，建设处长张天乙，教育处长崔斗辰，财政处长纪锦章，工商处长马健，公安局长程谷梁（后阎定础）。1948年7月，王鹤峰、程谷梁调走，由顾大川担任区党委书记，阎定础担任社会部长。1948年8月，将赵城、洪洞、临汾、襄陵、曲沃、闻喜、夏县、解县、安邑、平陆、芮城、永虞、永乐、临晋、猗氏、万泉、荣河、稷山、绛南等19县划归晋绥边区，将平遥、介休划归新成立的晋中区。1948年9月华北人民政府成立后，太岳行署的主要负责人是：行署主任牛佩琮，秘书处长卫逢祺，民政处长时逸之，教育处长崔斗辰，财政处长纪锦章，工商处长严亦峻，公安处长阎定础，交通处长梁鸿斋。
- 一地委（一专署）辖沁源、安泽、沁县、屯留、长子、霍县、灵石共患难7县。地委书记刘开基，专员专员郭述尧。
- 二地委（二专署）辖沁水、翼城、浮山、绛县共4县。地委书记刘尚志，专员张天乙。
- 三地委（三专署）辖阳城、晋城（一度析出晋城市）、高平、垣曲、济源、孟县共6县。地委书记卫恒（后王毅之），副书记王毅之，专员刘裕民。

1948年8月，根据中共华北局和华北军区的决定，将太岳军区的正规部队全部升编为十五纵队。十五纵队的主要负责人是；司令员刘忠，政委袁子钦，副司令员方升普，参谋长熊奎，政治部主任高德西。下辖四十三旅、四十四旅、四十五旅。十五纵队成立后，太岳区已无正规部队，因此太岳军区一度取消。并成立太岳警备司令部。主要负责人是：司令员曹普，政委顾大川，副司令员兼参谋长吕尧卿，政治部主任杨玉山。1949年1月1日，太岳警备司令部又改称太岳军区。